# Kreutzblende

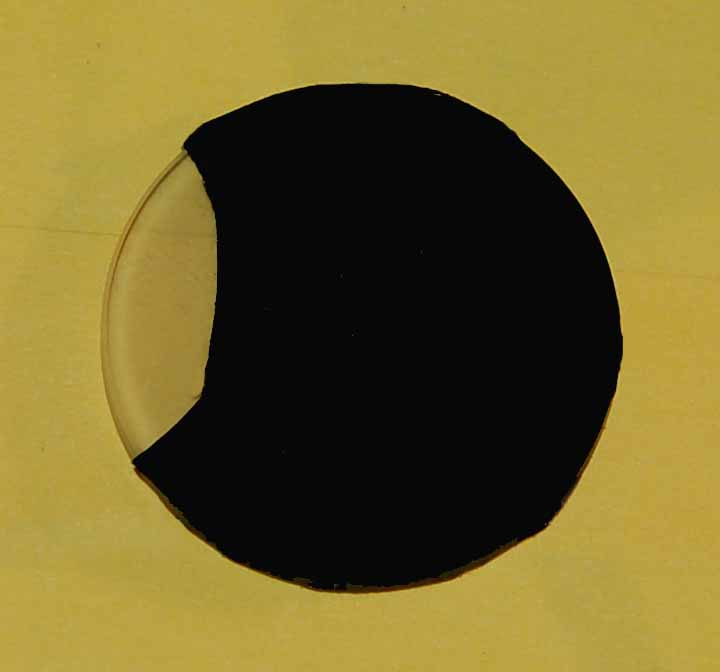
Kreutzblende aus Mattfilterscheibe und Klebefolie

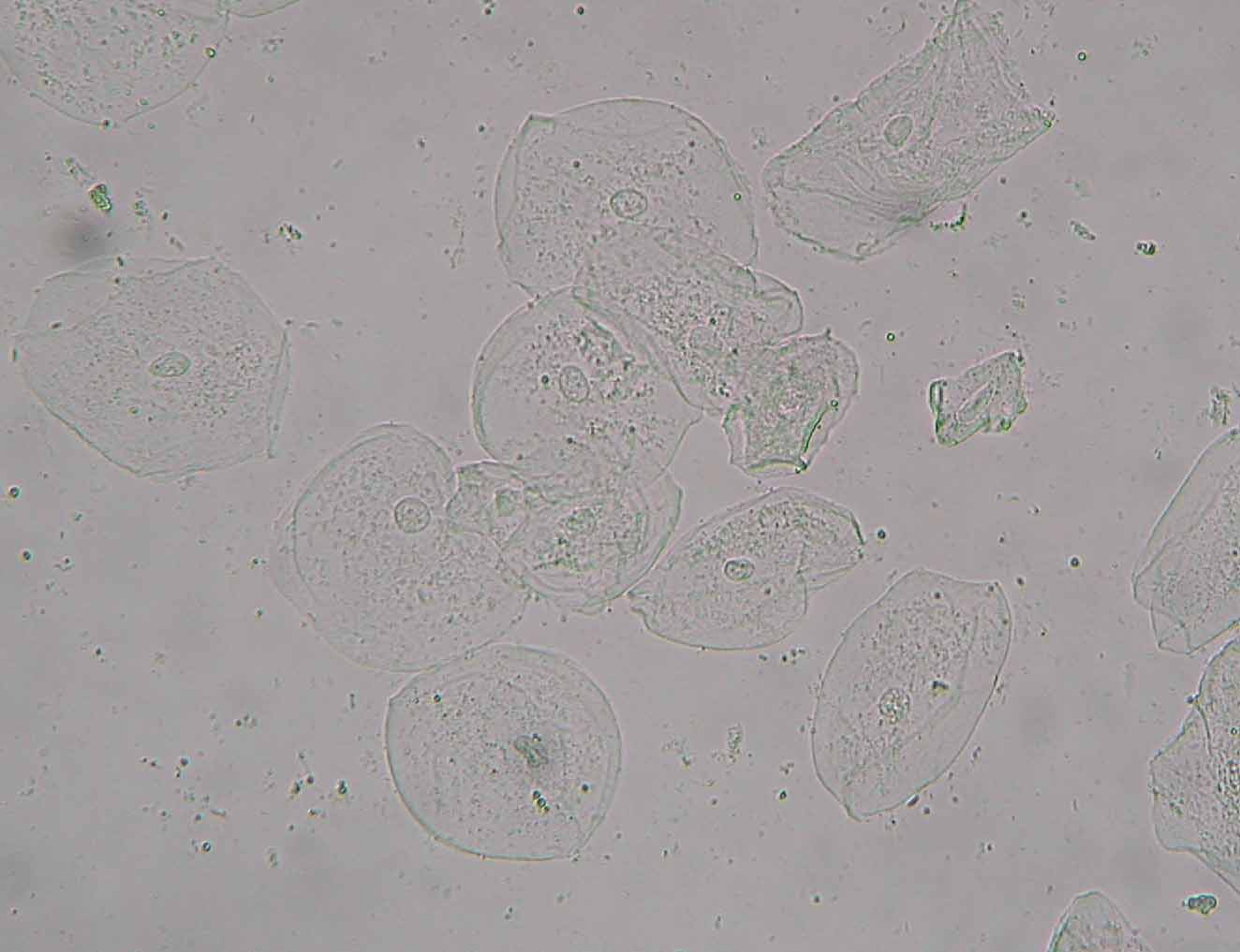
Mundschleimhautzellen, aufgenommen im einfachen Hellfeld

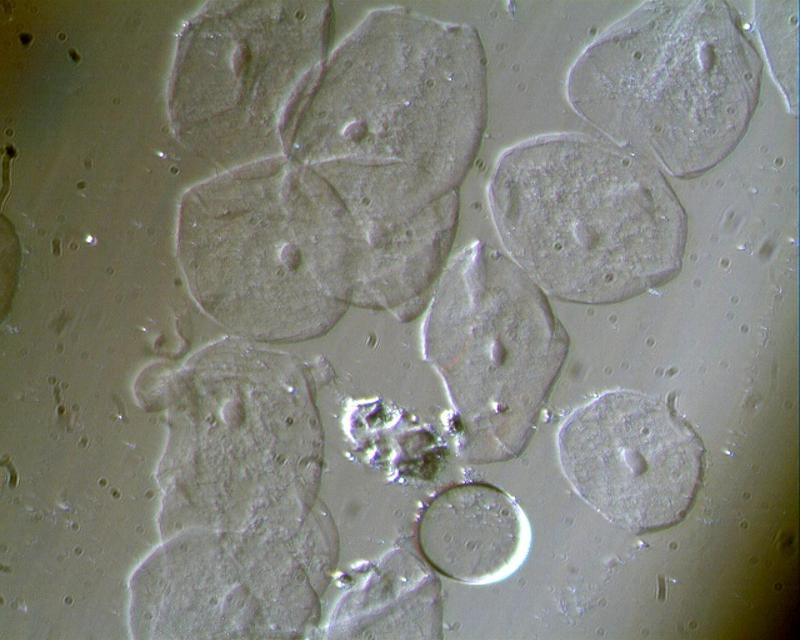
Mundschleimhautzellen, aufgenommen mit Kreutzblende

Die Kreutzblende (auch Kreutz-Blende oder Blende nach Kreutz oder Sektorenblende) ist eine runde mattierte Glasfilterscheibe mit einer mehr oder weniger großen lichtundurchlässig abgeklebten Fläche, welche ein etwa sichelförmiges Areal am Rand der Scheibe frei lässt. Sie bewirkt eine schiefe Beleuchtung der in Lichtmikroskopen beobachteten Objekte.

## Geschichte
Benannt wurde die Blende nach Dr. Martin Kreutz, der diese Blende zunächst im Jahr 1994 auf den 5. Internationalen Mikroskopie-Tagen in Hagen und dann 1995 in einem Aufsatz im Mikrokosmos, einer Fachzeitschrift für Mikroskopie, beschrieb. Er machte damit – leicht modifiziert – ein bereits früher bekanntes Verfahren der schiefen Beleuchtung wieder populär.
Vergleichbare Blenden und ihre Anwendung zur Kontraststeigerung mittels schiefer Beleuchtung wurden beispielsweise 1920 in einem englischen Mikroskopie-Lehrbuch erwähnt und abgebildet.

## Anwendung
Die Scheibe wird in den Beleuchtungsstrahlengang eines Durchlichtmikroskopes so eingebracht, dass sie etwa in der Ebene der Aperturblende liegt.
Mittels dieser Blende ist es möglich, einen räumlichen Effekt (3-D-Effekt, Reliefeffekt) und eine Kontraststeigerung bei kontrastarmen Phasenobjekten zu erzielen, ansatzweise vergleichbar dem Bild beim Differentialinterferenzkontrast. Die Kontraststeigerung basiert dabei darauf, dass durch Anwendung der Kreutzblende die Beleuchtung im Wesentlichen schräg auf das Phasenobjekt fällt und in der Folge die in der Bildebene interferierenden Wellen eine unsymmetrische Helligkeitsverteilung um den Bildpunkt herum erzeugen. Dieses Interferenzbild
wird nicht durch das entsprechende spiegelverkehrte Interferenzbild einer schrägen Beleuchtung aus der entgegengesetzten Richtung – wie bei symmetrischem Hellfeld – nahezu ausgelöscht und erzeugt daher eine kontrastreichere Helligkeitsverteilung mit einseitigem Relief.
Die Beleuchtung mit Kreutzblende ist eine Sonderform der „Schiefen Beleuchtung“.